# Bakersfield Jam 2012-2013
La stagione 2012-13 dei Bakersfield Jam fu la 7ª nella NBA D-League per la franchigia.
I Bakersfield Jam vinsero la West Division con un record di 36-14. Nei play-off persero i quarti di finale con gli Austin Toros (2-0).

## Roster
| N° | Naz.                   | Ruolo | Sportivo         | Anno | Alt. | Peso |
| -- | ---------------------- | ----- | ---------------- | ---- | ---- | ---- |
| 7  | Stati Uniti (bandiera) | A     | Renaldo Major    | 1982 | 201  | 95   |
| 9  | Stati Uniti (bandiera) | GA    | Damion James     | 1987 | 201  | 102  |
| 10 | Stati Uniti (bandiera) | G     | Diante Garrett   | 1988 | 193  | 86   |
| 11 | Stati Uniti (bandiera) | G     | Jerel McNeal     | 1987 | 191  | 91   |
| 12 | Stati Uniti (bandiera) | G     | Kendall Marshall | 1991 | 193  | 89   |
| 14 | Stati Uniti (bandiera) | G     | Stephen Dennis   | 1987 | 198  | 82   |
| 15 | Stati Uniti (bandiera) | A     | Cameron Tatum    | 1988 | 201  | 88   |
| 17 | Stati Uniti (bandiera) | A     | Quincy Acy       | 1990 | 201  | 102  |
| 18 | Stati Uniti (bandiera) | A     | Mike Scott       | 1988 | 203  | 108  |
| 19 | Stati Uniti (bandiera) | G     | John Jenkins     | 1991 | 193  | 98   |
| 21 | Stati Uniti (bandiera) | A     | James Nunnally   | 1990 | 201  | 93   |
| 22 | Stati Uniti (bandiera) | GA    | Isma'il Muhammad | 1983 | 198  | 104  |
| 24 | Stati Uniti (bandiera) | A     | Adam Koch        | 1988 | 203  | 116  |
| 32 | Stati Uniti (bandiera) | GA    | Shan Foster      | 1986 | 198  | 88   |
| 33 | Stati Uniti (bandiera) | A     | Adrian Thomas    | 1987 | 201  | 102  |
| 34 | Stati Uniti (bandiera) | C     | Chris Cooper     | 1990 | 208  | 111  |
| 44 | Stati Uniti (bandiera) | C     | Brian Butch      | 1984 | 211  | 109  |

## Staff tecnico
- Allenatore: Will Voigt
- Vice-allenatori: Rod Baker, John Bryant
- Preparatore atletico: Shaun Mirza